# Layon
Der Layon ist ein Fluss in Frankreich, der in der Region Nouvelle-Aquitaine entspringt und großteils in der Region Pays de la Loire verläuft. Seine Quelle befindet sich im Gemeindegebiet von Saint-Maurice-la-Fougereuse. Der Fluss entwässert anfangs nach Nordost, dreht dann in nordwestliche Richtung und mündet nach rund 90 Kilometern bei Chalonnes-sur-Loire als linker Nebenfluss in die Loire. Auf seinem Weg durchquert der Layon die Départements Deux-Sèvres und Maine-et-Loire.

## Weinbau
An den Hängen des Layontales wachsen die Chenin-Reben für den Coteaux-du-Layon, aber auch für den Chaume, den Quarts-de-Chaume und den Bonnezeaux-Wein.

## Orte am Fluss
- Cléré-sur-Layon
- Nueil-sur-Layon
- Concourson-sur-Layon
- Faveraye-Mâchelles
- Thouarcé
- Rablay-sur-Layon
- Beaulieu-sur-Layon
- Saint-Aubin-de-Luigné
- Chaudefonds-sur-Layon
- Chalonnes-sur-Loire